# Mohsin al-Khaldi
Mohsin Johar al-Khaldi (arabisch محسن الخالدي, DMG Muḥsin al-Ḫālidī; * 16. August 1988 in Saham) ist ein omanischer Fußballspieler.

## Karriere

### Klub
Al-Khaldi spielte für die omanischen Klubs Fanja SC und Saham Club sowie für den Ohod Club aus Saudi-Arabien. 2018 kehrte er in den Oman zurück und spielte eine Saison beim Sohar SC. Seit 2019 ist er wieder bei Saham aktiv.

### Nationalmannschaft
Am 27. Mai 2014 debütierte al-Khaldi in einem Freundschaftsspiel gegen Usbekistan für die omanische Nationalmannschaft. Er nahm an den Fußball-Asienmeisterschaften  2015 und 2019 teil.
Beim FIFA-Arabien-Pokal 2021 wurde er ebenfalls in den omanischen Kader berufen. Im ersten Gruppenspiel gegen den Irak führte er sein Team als Kapitän auf das Spielfeld.